# Ferrari 12Cilindri
Der Ferrari 12Cilindri (gesprochen dodici cilindri [dɔdit͡ʃi t͡ʃiˈlin.dri]) ist ein Sportwagen des italienischen Automobilherstellers Ferrari. Er ist das Nachfolgemodell des zwischen 2017 und 2024 gebauten Ferrari 812.

## Beschreibung
Vorgestellt wurde das Fahrzeug als Coupé und Spider am 3. Mai 2024 in Miami Beach beim Großen Preis von Miami zum 70-jährigen Verkaufsjubiläum von Ferrari in den Vereinigten Staaten. Die Auslieferungen des Sportwagens begannen im vierten Quartal 2024. In der Modellpalette ist der 12Cilindri zwischen Roma und SF90 positioniert. Der Modellname ist italienisch und ein Verweis auf den Zwölfzylindermotor.

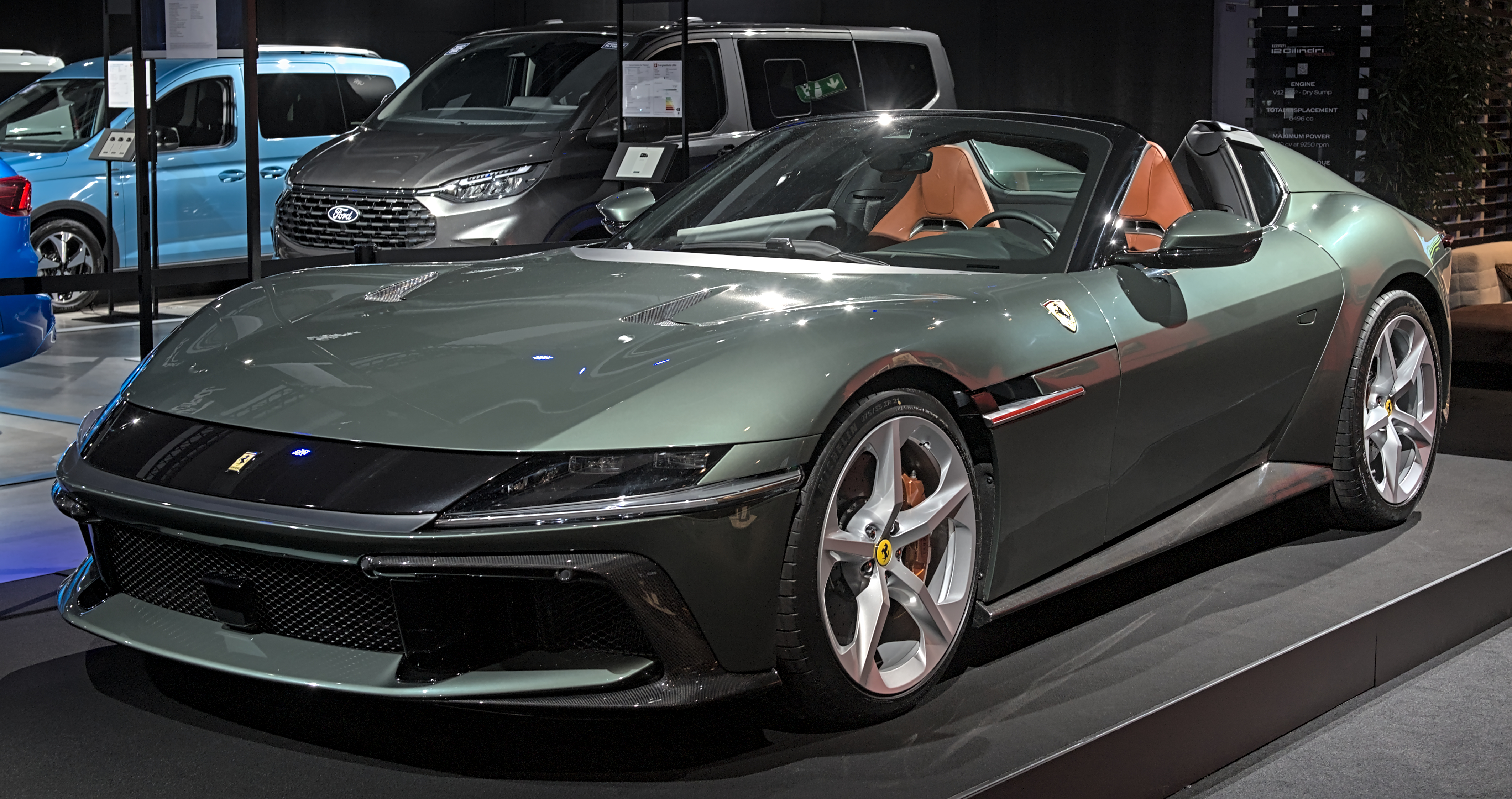
Ferrari 12Cilindri Spider
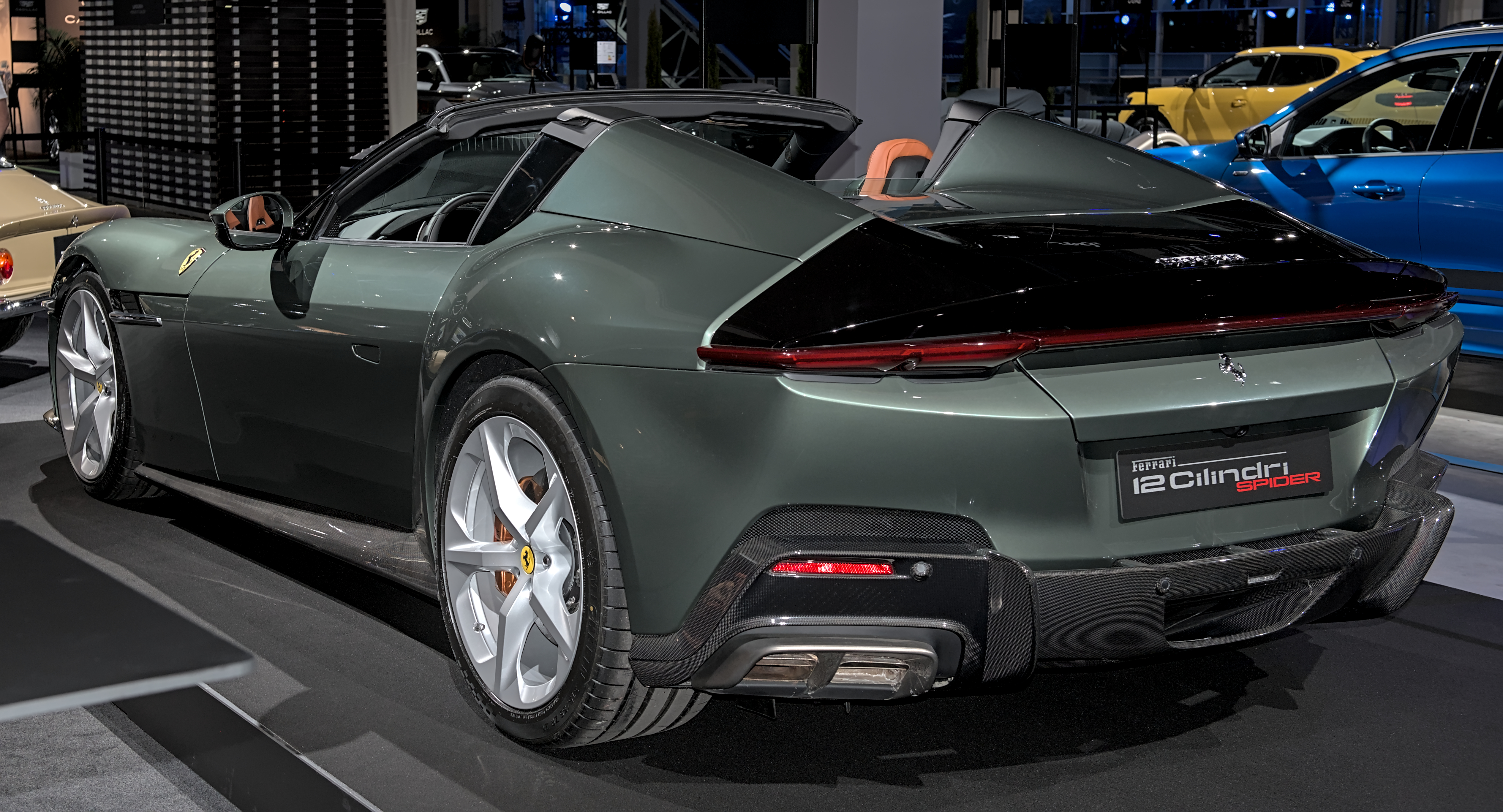
Heckansicht
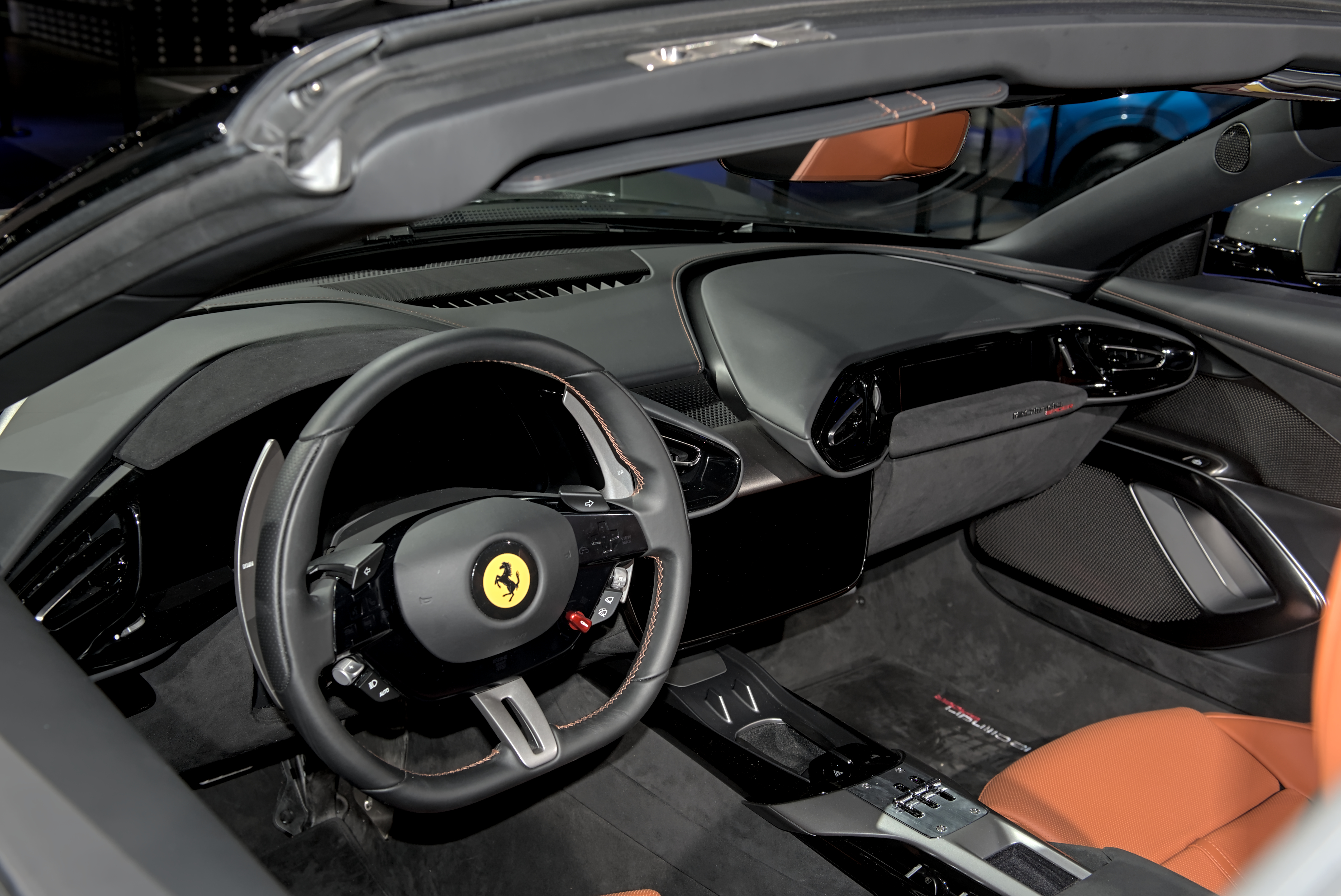
Innenansicht

## Technik
Der Motor wird vom Sondermodell 812 Competizione übernommen. Es ist ein 6,5-Liter-V12-Ottomotor mit einer maximalen Leistung von 610 kW (830 PS). Die Pleuel bestehen aus Titan und die Kolben aus einer Aluminiumlegierung. Der restliche Antriebsstrang ist gegenüber dem Vorgängermodell überarbeitet worden; dazu gehört beispielsweise ein neues 8-Gang-Doppelkupplungsgetriebe. Die Gewichtsverteilung ist nahezu ausgeglichen, eine Allradlenkung verbessert die Wendigkeit des 4,73 Meter langen, 2,18 Meter breiten und 1,29 Meter hohen Fahrzeugs. Der Radstand ist mit 2,70 Meter etwas geringer als beim 812. Das Trockengewicht des Coupés wird mit 1560 kg angegeben, der Spider ist 60 kg schwerer. Die Höchstgeschwindigkeit des 12Cilindri beträgt über 340 km/h.
Das Chassis besteht vollständig aus recyceltem  Aluminium.
Eins der zahlreichen Ausstattungsdetails ist ein 10,25 Zoll großer Touchscreen in der Mitte des Innenraums. Zudem steht für den Beifahrer ein eigener Bildschirm im Armaturenbrett zur Verfügung. Am Lenkrad sind viele Touch-Sensoren – wie zum Beispiel für den Start des Fahrzeugs – angebracht. Mechanische Tasten werden noch für den Blinker oder das Manettino eingesetzt.

### Technische Daten
|                         | 12Cilindri                     | 12Cilindri Spider              |
| ----------------------- | ------------------------------ | ------------------------------ |
| Bauzeit                 | seit 10/2024                   | seit 10/2024                   |
| Motor                   | V12, vorne längs               | V12, vorne längs               |
| Motorbezeichnung        | F140 HD                        | F140 HD                        |
| Zylinderbankwinkel      | 65°                            | 65°                            |
| Hubraum                 | 6496 cm³                       | 6496 cm³                       |
| Bohrung × Hub           | 94,0 × 78,0 mm                 | 94,0 × 78,0 mm                 |
| Verdichtung             | 13,5 : 1                       | 13,5 : 1                       |
| Leistung bei 1/min      | 610 kW (830 PS)/9250           | 610 kW (830 PS)/9250           |
| Drehmoment bei 1/min    | 678 Nm/7250                    | 678 Nm/7250                    |
| Antrieb                 | Hinterradantrieb               | Hinterradantrieb               |
| Getriebe                | 8-Gang-Doppelkupplungsgetriebe | 8-Gang-Doppelkupplungsgetriebe |
| Trockengewicht          | 1560 kg                        | 1620 kg                        |
| Tankvolumen             | 92 l                           | 92 l                           |
| EU-Normverbrauch/100 km | 15,5 l Super Plus              | 15,9 l Super Plus              |
| CO2-Ausstoß             | 353 g/km                       | 360 g/km                       |
| Höchstgeschwindigkeit   | >340 km/h                      | >340 km/h                      |
| 0–100 km/h              | 2,9 s                          | 2,95 s                         |
| 0–200 km/h              | 7,9 s                          | 8,2 s                          |